# Milestone (wytwórnia muzyczna)
Milestone Records – amerykańska wytwórnia płytowa wydająca muzykę jazzową i bluesową, założona w Nowym Jorku w 1966. Obecnie siedziba firmy mieści się w Berkeley.
W początkowym okresie działalności dla wytwórni nagrywali m.in. Sonny Rollins, Joe Henderson i McCoy Tyner. W 1972 została przejęta przez firmę Fantasy Records, która jednak zachowała markę "Milestone Records". Po przejęciu, pod szyldem Milestone Records były wydawane płyty m.in. Flory Purim i Jacka DeJohnette.
Obecnie Milestone jest jedną z marek korporacji Concord Music Group, powstałej w 2004 w wyniku połączenia Concord Records i Fantasy Records.